# Trichostylium
Trichostylium là một chi rêu trong họ Aneuraceae.